# Springfield Jr. Blues
Springfield Jr. Blues är ett amerikanskt juniorishockeylag som spelar i North American Hockey League (NAHL) sedan 1993. Laget spelar sina hemmamatcher i inomhusarenan Nelson Center, som har en publikkapacitet på 2 100 åskådare vid ishockeyarrangemang, i Springfield i Illinois. De har vunnit två Robertson Cup, som delas ut till det lag som vinner NAHL:s slutspel, för säsongerna 1995–1996 och 1996–1997.
De har fostrat spelare som Mike McKenna och Greg Rallo.